# Eltroplectris janeirensis
Eltroplectris janeirensis là một loài thực vật có hoa trong họ Lan. Loài này được (Porto & Brade) Pabst mô tả khoa học đầu tiên năm 1974.